# 岸由二
岸 由二（きし ゆうじ、1947年(昭和22年)9月16日 - ）は、日本の進化生態学者、慶應義塾大学名誉教授。

## 略歴
東京都生まれ。1970年横浜市立大学文理学部生物科卒業。1976年東京都立大学理学部動物生態学博士課程退学。1980年「チチブの社会生態学的研究」で、理学博士（東京都立大学）。慶應義塾大学経済学部助教授、91年教授、2013年定年退任、名誉教授。流域アプローチによる都市再生論を研究・実践。

## 著書
- 『遺伝学の歩みと現代生物学』分担執筆  培風館  1986
- 『いのちあつまれ小網代』木魂社  1987
- 『ナチュラリスト入門』分担執筆   春・夏・秋・冬（4分冊） 岩波ブックレット  1989
- 『進化論を愉しむ本   人間・宇宙・精神まで』分担執筆  ＪＩＣＣ出版局  1990
- 『進化思想と社会』（講座進化２）分担執筆  東京大学出版会  1991
- 『リバーネーム』リトル・モア  1994
- 『横浜・野島の海と生きものたち』分担執筆  八月書館  1995
- 『自然へのまなざし ナチュラリストたちの大地』紀伊國屋書店  1996
- 『いるか丘陵の自然観察ガイド』編著   山と渓谷社  1997
- 『変わりゆく共生空間』（市民的共生の経済学１）分担執筆  弘文堂  1999
- 『流域環境の保全』分担執筆  朝倉書店  2002
- 『鶴見川流域誌   流域編』国土交通省京浜河川事務所 編著  2003
- 『流域圏プランニングの時代   自然共生型流域圏・都市の再生』石川幹子、吉川勝秀と共編  技報堂出版  2005
- 『自然と共生した流域圏・都市の再生』分担執筆   山海堂   2005
- 『環境を知るとはどういうことか   流域思考のすすめ』養老孟司と共著  PHPサイエンス・ワールド新書  2009
- 『奇跡の自然 三浦半島小網代の谷を「流域思考」で守る』八坂書房  2012
- 『「流域地図」の作り方   川から地球を考える』ちくまプリマー新書  2013
- 『「奇跡の自然」の守りかた   三浦半島・小網代の谷から』 柳瀬博一と共著  ちくまプリマー新書   2016
- 『いのちあつまれ小網代   小網代の森の未来への提案   小網代保全を提案した２冊・30周年記念復刻資料版』小網代野外活動調整会議   2017
- 『生態学者・伊藤嘉昭伝   もっとも基礎的なことがもっとも役に立つ』  分担執筆  海游舎  2017
- 『利己的遺伝子の小革命   1970-90年代   日本生態学事情』八坂書房  2019
- 『生きのびるための流域思考』ちくまプリマー新書  2021

### 翻訳・監修・解説など
- E. P. オダム他『生態系の構造と機能』分担訳  築地書館  1973
- SIPRI編『ベトナム戦争と生態系破壊』伊藤嘉昭と共訳 岩波現代選書  1979
- E・O・ウィルソン『人間の本性について』思索社、1980／ちくま学芸文庫 1997
- リチャード・ドーキンス『生物=生存機械論   利己主義と利他主義の生物学』日高敏隆、羽田節子、垂水雄二と共訳   紀伊國屋書店  1980
- ダグラス・J.フツイマ『進化生物学』監訳   蒼樹書房   1991／改訂版   1997
- リチャード・ドーキンス『利己的な遺伝子   増補改題「生物=生存機械論」』（科学選書9）原書第二版  日高敏隆、羽田節子、垂水雄二と共訳  紀伊國屋書店  1991／『利己的な遺伝子〈増補新装版〉」』和訳刊行30周年記念  2006／『利己的な遺伝子   40周年記念版』2018
- マット・リドレー『徳の起源   他人をおもいやる遺伝子』監修  古川奈々子訳  翔泳社  2000
- デヴィッド・タカーチ『生物多様性という名の革命』監修・解説   狩野秀之、新妻昭夫、牧野俊一、山下恵子訳  日経BP社  2006
- ウィリアム・ブライアント・ローガン『ドングリと文明   偉大な木が創った１万5000年の人類史』解説   山下篤子訳  日経BP社  2008
- デイヴィド・ソベル『足もとの自然から始めよう   子どもを自然嫌いにしたくない親と教師のために』日経BP社  2009
- エドワード・O. ウィルソン『創造   生物多様性を守るためのアピール』紀伊國屋書店  2010
- フレッド・ピアス『外来種は本当に悪者か?   新しい野生』解説   藤井留美訳  草思社  2016
- カート・ステージャ『10万年の未来地球史   気候、地形、生命はどうなるか?』監修・解説   小宮繁訳  日経BP社   2012
- エマ・マリス『「自然」という幻想   多自然ガーデニングによる新しい自然保護』小宮繁と共訳  草思社  2018／草思社文庫2021
- メノ・スヒルトハウゼン『都市で進化する生物たち   “ダーウィン”が街にやってくる』小宮繁と共訳 草思社  2020

## 参考
- [ISBN　978-4-480-68907-8]
- 『現代日本人名録』2002年
- バクの流域水防災イベント 「暴れ川の記憶～狩野川台風から５０年～」 in トレッサ横浜 2008年10月13日（土）　バクの流域防災フェア2008・秋 参加イベント 
会場：トレッサ横浜　北棟２Fリヨン広場  10月13日、鶴見川流域にある大型ショッピングセンター「トレッサ横浜」（運営：㈱トヨタオートモールクリエイト） で、水防災イベント「暴れ川の記憶～狩野川台風から５０年～」が開催されました。戦後最大の雨量で鶴見川流域にも甚大な水害を引き起こした狩野川台風から50年の節目の年に、過去の水害の記憶を忘れず水防災への意識向上を目的として、市民・企業・行政（河川管理者）が協力して行われたものです。トレッサ横浜北棟のほぼ中央に位置するリヨン広場で、様々なイベントを実施しました。トレッサ横浜にいらっしゃった多数のお客様に、鶴見川の水防災について理解を促すことができました。  ＴＲネットは本イベントに共催し、企画検討やイベントの事前ＰＲ。岸先生が直接、お客様へ鶴見川の水害について解説を行いました。これ以降、岸先生、TRネットとトレッサ横浜とは、深い交流を持つようになりました